# ヨハネス・マルティーニ
ヨハネス・マルティーニ（Johannes Martini, 1440年ごろ – 1497年もしくは1498年）はフランドル楽派の作曲家。

## 生涯
15世紀の中ごろにブラバントに生まれるが、若年期については史料に乏しい。他の同年代のフランドル楽派の作曲家と同じく、おそらく早期教育をフランドルで受けたのかもしれない。1473年になるまでに、フェッラーラ大公エルコーレ・デステ1世の宮廷礼拝堂に縁故ができて、他のイタリア諸邦においても音楽家として名を為そうと足掻いていた。
1474年の7月になると、ミラノの名家スフォルツァ家の宮廷礼拝堂の一員として、ロイゼ・コンペールやガスパル・ヴァン・ウェールベケの同僚となり、北方出身のフランドル楽派のひとりとして、イタリア音楽に影響を与えることとなった。だが11月にはフェッラーラに戻っている。その動機ははっきりしないが、ことによると、歌唱力や作曲技術が上達したがために、ミラノ公に伺いを立てて揉めたのかもしれない。マルティーニは、宮廷楽師としては破格の厚遇を受け、高給取りであったのだが、ただし自宅はフェッラーラに構えていた。
1486年には、エステ家出身のエステルゴム大司教の叙任式のために、フェッラーラ宮廷の一行としてハンガリーを訪れ、1486年と1488年に2度にわたってローマに行き、フェッラーラ大公によって与えられた聖職禄を換金した。

## 作風と影響力
マルティーニの手懸けた楽種は、ミサ曲、モテット、詩篇唱、イムヌスなどの宗教曲のほか、シャンソンなどの世俗歌曲がある。作曲様式は保守的で、とりわけミサ曲は、時おりブルゴーニュ楽派の伝統に戻ってしまっている。ヤーコプ・オブレヒトの作風との類似点は、マルティーニとオブレヒトが互いに知り合いだったか、少なくともマルティーニがオブレヒトの作品を知っていたという可能性を示唆する。オブレヒトは1487年にフェッラーラに滞在していたし、その作品は1480年代初頭にイタリア全土を席巻していた。
ミサ曲が保守的なのに対して、マルティーニは詩篇唱を初めて二重合唱のために交唱風に作曲した人物としても知られている。マルティーニ自身がこの作曲様式によって同時代に影響を与えることはなかったが、70年後にアドリアン・ヴィラールトとその門下によってこの手法はヴェネツィアで勢い付き、ヴェネツィア楽派のコーリ・スペッツァーティ様式として、バロック音楽以降のポリフォニー音楽の発展を活気付かせることになる。いずれにせよ、これが驚くべき発想だったのは間違いない。
世俗音楽は、フランス語とイタリア語の詩が利用されている。